# Coupe des nations du Pacifique 2016
Navigation
Coupe 2015 Coupe 2017
La Coupe des nations du Pacifique 2016 (en anglais : Pacific Nations Cup 2016) est la onzième édition de la compétition. Elle regroupe les équipes des Fidji, des Tonga et des Samoa. La compétition se déroule du 11 juin au 25 juin 2016. Cette année ainsi qu'en 2017, le Canada, le Japon et les États-Unis ne peuvent participer à cause du processus de qualification pour la Coupe du monde 2019. En 2018, la PNC reprend son format ordinaire.
Grâce à ses deux victoires en autant de matchs, les Fidji remportent la compétition.

## Classement
| Rang | Pays  | J | V | N | D | Bo | Bd | Pm | Pe | Diff | Pts |
| ---- | ----- | - | - | - | - | -- | -- | -- | -- | ---- | --- |
| 1    | Fidji | 2 | 2 | 0 | 0 | 0  | 0  | 49 | 34 | +15  | 8   |
| 2    | Samoa | 2 | 1 | 0 | 1 | 0  | 0  | 46 | 36 | +10  | 4   |
| 3    | Tonga | 2 | 0 | 0 | 2 | 0  | 1  | 28 | 53 | -25  | 1   |

|  | Vainqueur |

Attribution des points Victoire : 4, match nul : 2, défaite : 0 ; plus les bonus (offensif : 4 essais marqués minimum ; défensif : défaite par 7 points d'écart maximum).
Règles de classement Lorsque deux équipes sont à égalité au nombre total de points terrain, la différence se fait aux nombres de point terrain particuliers entre les équipes à égalité.

## Détails des matches

### 1rejournée
| 11 juin 2016 15 h 00 | Fidji | 23 - 18 | Tonga | ANZ Stadium, Suva |
| 11 juin 2016 15 h 00 |       |         |       | ANZ Stadium, Suva |
| 11 juin 2016 15 h 00 |       |         |       | ANZ Stadium, Suva |

### 2ejournée
| 18 juin 2016 15 h 00 | Fidji | 26 – 16 | Samoa | ANZ Stadium, Suva |
| 18 juin 2016 15 h 00 |       |         |       | ANZ Stadium, Suva |
| 18 juin 2016 15 h 00 |       |         |       | ANZ Stadium, Suva |

### 3ejournée
| 25 juin 2016 15 h 00 | Samoa | 30 – 10 | Tonga | Apia Park, Apia |
| 25 juin 2016 15 h 00 |       |         |       | Apia Park, Apia |
| 25 juin 2016 15 h 00 |       |         |       | Apia Park, Apia |